# مارنیسکو (میشیگان)
مارنیسکو (به انگلیسی: Marenisco) یک منطقهٔ مسکونی در ایالات متحده آمریکا است که در شهرستان گوگبیک، میشیگان واقع شده‌است. مارنیسکو ۸٫۹۳ کیلومتر مربع مساحت و ۲۵۴ نفر جمعیت دارد و ۴۶۱٫۷۸ متر بالاتر از سطح دریا واقع شده‌است.